# Atletica leggera ai Giochi della XXXII Olimpiade - Lancio del giavellotto maschile

Video integrale della Finale

Ai Giochi della XXXII Olimpiade la competizione del Lancio del giavellotto maschile si è svolta dal 4 al 7 agosto 2021 presso lo Stadio nazionale di Tokyo.

## Presenze ed assenze dei campioni in carica
| Competizione         | Atleta          | Prestazione | Tokyo 2020  |
| -------------------- | --------------- | ----------- | ----------- |
| Olimpiadi 2016       | Thomas Röhler   | 90,30 m     | Infortunato |
| Commonwealth 2018    | Neeraj Chopra   | 86,47 m     | Presente    |
| Europei 2018         | Thomas Röhler   | 89,47 m     | Infortunato |
| Asiatici 2018        | Neeraj Chopra   | 88,06 m     | Presente    |
| Panamericani 2019    | Anderson Peters | 87,31 m     | Presente    |
| Africani 2019        | Julius Yego     | 87,73 m     | Presente    |
| Mondiali 2019        | Anderson Peters | 86,89 m     | Presente    |
|                      |                 |             |             |
| Mondiali junior 2018 | Nash Lowis      | 75,31 m     | Non qual.   |

Graduatoria mondiale
In base alla classifica della Federazione mondiale, i migliori atleti iscritti alla gara erano i seguenti:
| Pos. | Atleta          | Punti | Note                   |
| ---- | --------------- | ----- | ---------------------- |
| 1    | Johannes Vetter | 1417  |                        |
| 2    | Magnus Kirt     | 1399  | Non è sceso in pedana. |
| 3    | Cheng Chao-tsun | 1354  |                        |

## La gara
In Qualificazione si assiste alle controprestazioni di ben tre campioni: Keshorn Walcott, oro olimpico a Londra e bronzo a Rio; Julius Yego, campione del mondo 2015 ed argento a Rio nel 2016. Non si qualifica neanche il campione del mondo in carica, Anderson Peters. Tutti dovranno guardare la finale dalle tribune.
Il chiaro favorito per il titolo è Johannes Vetter: il tedesco ha vinto tutte le gare cui ha partecipato durante la stagione ed è pronto a raccogliere l'eredità del campione uscente, il connazionale Thomas Röhler, che non può difendere il titolo perché infortunato.
Comincia la sua finale con 82,52. Gli altri due lanci del tedesco non sono validi: è nono, quindi subisce anche l'onta di essere escluso dai tre lanci di finale. 

Il primo in classifica dopo il primo lancio è Neeraj Chopra, un indiano Under 23 che ha un personale di 88,07 stabilito quest'anno. Si è ben distinto in Qualificazione centrando 86,65 m, il miglior lancio del turno preliminare. È secondo Julian Weber, connazionale di Vetter, con 85,30. Le residue speranze dei tedeschi si concentrano su di lui.

Al secondo turno Chopra si migliora a 87,58. Al terzo lancio Vítězslav Veselý (Rep. Ceca) scaglia l'attrezzo a 85,44 metri salendo in seconda posizione. È alla sua quarta olimpiade. Finora ha raccolto un Bronzo a Londra 2012.

Il quarto turno di salti non muove l'alta classifica. Al quinto lancio Veselý è scavalcato da un suo connazionale, Jakub Vadlejch, alla sua terza olimpiade, dove al massimo è stato ottavo. Il giavellotto di Vadlejch atterra a 86,67 metri, sufficienti per l'argento.
Nessuno trova la spallata giusta per attaccare Neeraj Chopra che, dopo il lancio vincente al secondo turno non si è più migliorato. 
Anche Julian Weber non si è più migliorato (dopo il primo turno) e finisce quarto dietro i due céchi.
Neeraj Chopra è il primo indiano a vincere un oro olimpico nell'atletica leggera.

## Risultati

### Qualificazioni
Qualificazione: 83,50 (Q) oppure i 12 migliori atleti (q) accedono alla finale.
| Posizione | Gruppo | Nome                | Nazionalità       | Lanci | Lanci | Lanci | Risultato | Note                                     |
| Posizione | Gruppo | Nome                | Nazionalità       | 1°    | 2°    | 3°    | Risultato | Note                                     |
| --------- | ------ | ------------------- | ----------------- | ----- | ----- | ----- | --------- | ---------------------------------------- |
| 1         | A      | Neeraj Chopra       | India             | 86,65 | —     | —     | 86,65     | Q                                        |
| 2         | A      | Johannes Vetter     | Germania          | 82,04 | 82,08 | 85,64 | 85,64     | Q                                        |
| 3         | B      | Arshad Nadeem       | Pakistan          | 78,50 | 85,16 | —     | 85,16     | Q                                        |
| 4         | B      | Jakub Vadlejch      | Rep. Ceca         | 79,27 | 78,96 | 84,93 | 84,93     | Q                                        |
| 5         | A      | Lassi Etelätalo     | Finlandia         | 84,50 | —     | —     | 84,50     | Q                                        |
| 6         | B      | Julian Weber        | Germania          | 84,41 | —     | —     | 84,41     | Q                                        |
| 7         | A      | Alexandru Novac     | Romania           | 83,27 | 80,90 | n     | 83,27     | q                                        |
| 8         | A      | Vítězslav Veselý    | Rep. Ceca         | n     | 83,04 | n     | 83,04     | q                                        |
| 9         | B      | Aliaksei Katkavets  | Bielorussia       | 81,08 | 81,73 | 82,72 | 82,72     | q                                        |
| 10        | B      | Andrian Mardare     | Moldavia          | 80,69 | 78,95 | 82,70 | 82,70     | q                                        |
| 11        | A      | Pavel Mialeshka     | Bielorussia       | n     | 82,17 | 82,64 | 82,64     | q                                        |
| 12        | A      | Kim Amb             | Svezia            | 82,40 | 79,87 | n     | 82,40     | q                                        |
| 13        | A      | Ihab Abdelrahman    | Egitto            | 81,67 | 81,92 | n     | 81,92     |                                          |
| 14        | A      | Edis Matusevičius   | Lituania          | 79,50 | 81,24 | 80,13 | 81,24     |                                          |
| 15        | B      | Anderson Peters     | Grenada           | 80,42 | 79,71 | 78,28 | 80,42     |                                          |
| 16        | B      | Keshorn Walcott     | Trinidad e Tobago | 76,13 | 79,13 | 79,33 | 79,33     |                                          |
| 17        | B      | Oliver Helander     | Finlandia         | 78,81 | n     | n     | 78,81     |                                          |
| 18        | A      | Gatis Čakšs         | Lettonia          | n     | 78,73 | 78,02 | 78,73     |                                          |
| 19        | B      | Takuto Kominami     | Giappone          | 72,56 | 78,39 | 78,07 | 78,39     |                                          |
| 20        | A      | Cyprian Mrzygłód    | Polonia           | n     | n     | 78,33 | 78,33     |                                          |
| 21        | B      | Curtis Thompson     | Stati Uniti       | 78,20 | 78,09 | 77,89 | 78,20     |                                          |
| 22        | A      | Norbert Rivasz-Tóth | Ungheria          | 77,76 | 77,11 | n     | 77,76     |                                          |
| 23        | A      | Rocco van Rooyen    | Sudafrica         | 77,41 | 74,40 | 74,99 | 77,41     |                                          |
| 24        | B      | Julius Yego         | Kenya             | n     | n     | 77,34 | 77,34     | Miglior prestazione personale stagionale |
| 25        | A      | Huang Shih-feng     | Taipei cinese     | 76,17 | n     | 77,16 | 77,16     |                                          |
| 26        | A      | Toni Kuusela        | Finlandia         | 72,75 | 76,96 | n     | 76,95     |                                          |
| 27        | B      | Shivpal Singh       | India             | 76,40 | 74,80 | 74,81 | 76,40     |                                          |
| 28        | B      | Marcin Krukowski    | Polonia           | n     | 74,65 | n     | 74,65     |                                          |
| 29        | B      | Odei Jainaga        | Spagna            | 73,11 | 70,77 | n     | 73,11     |                                          |
| 30        | B      | Cheng Chao-tsun     | Taipei cinese     | 68,18 | 71,20 | n     | 71,20     |                                          |
| 31        | B      | Bernhard Seifert    | Germania          | n     | n     | 68,30 | 68,30     |                                          |
|           | A      | Michael Shuey       | Stati Uniti       | n     | n     | n     | nm        |                                          |

### Finale
| Record mondiale      | Jan Železný         | 98,48 m | Jena    | 25 maggio 1996 |
| Record olimpico      | Andreas Thorkildsen | 90,57 m | Pechino | 23 agosto 2008 |
| Capolista stagionale | Johannes Vetter     | 96,29 m | Chorzów | 29 maggio 2021 |

Sabato 7 agosto, ore 19:00
| Pos.    | Atleta             | Nazione     | Lanci | Lanci | Lanci | Lanci           | Lanci           | Lanci           | Misura | Note                                     |
| Pos.    | Atleta             | Nazione     | 1°    | 2°    | 3°    | 4°              | 5°              | 6°              | Misura | Note                                     |
| ------- | ------------------ | ----------- | ----- | ----- | ----- | --------------- | --------------- | --------------- | ------ | ---------------------------------------- |
| Oro     | Neeraj Chopra      | India       | 87,03 | 87,58 | 76,79 | n               | n               | 84,24           | 87,58  |                                          |
| Argento | Jakub Vadlejch     | Rep. Ceca   | 83,98 | n     | n     | 82,86           | 86,67           | n               | 86,67  | Miglior prestazione personale stagionale |
| Bronzo  | Vítězslav Veselý   | Rep. Ceca   | 79,73 | 80,30 | 85,44 | n               | 84,98           | n               | 85,44  | Miglior prestazione personale stagionale |
| 4       | Julian Weber       | Germania    | 85,30 | 77,90 | 78,00 | 83,10           | 85,15           | 75,72           | 85,30  | Miglior prestazione personale stagionale |
| 5       | Arshad Nadeem      | Pakistan    | 82,40 | n     | 84,62 | 82,91           | 81,98           | n               | 84,62  |                                          |
| 6       | Aliaksei Katkavets | Bielorussia | 82,49 | 81,03 | 83,71 | 79,24           | n               | n               | 83,71  |                                          |
| 7       | Andrian Mardare    | Moldavia    | 81,16 | 81,73 | 82,84 | 81,90           | 83,30           | 81,09           | 83,30  |                                          |
| 8       | Lassi Etelätalo    | Finlandia   | 78,43 | 76,59 | 83,28 | 79,20           | 79,99           | 83,05           | 83,28  |                                          |
| 9       | Johannes Vetter    | Germania    | 82,52 | n     | n     | Non qualificati | Non qualificati | Non qualificati | 82,52  |                                          |
| 10      | Pavel Mialeshka    | Bielorussia | 82,28 | 79,34 | 78,13 | Non qualificati | Non qualificati | Non qualificati | 82,28  |                                          |
| 11      | Kim Amb            | Svezia      | 77,22 | 78,31 | 79,69 | Non qualificati | Non qualificati | Non qualificati | 79,69  |                                          |
| 12      | Alexandru Novac    | Romania     | 77,03 | 79,29 | n     | Non qualificati | Non qualificati | Non qualificati | 79,29  |                                          |